# Berthe de Turin
Pour les articles homonymes, voir Berthe.
Berthe de Turin, ou Berthe de Savoie parfois Bertha de Maurienne, née probablement le 21 septembre 1051 et morte le 27 décembre 1087 à Mayence, est une aristocrate issue de la dynastie humbertienne, qui fut par mariage reine de Germanie puis impératrice du Saint-Empire. Elle est la fille du comte Othon Ier (v.1023-1060) et de sa femme Adélaïde de Suse (v.1015-1091).

## Biographie

### Origine
Berthe dite de Maurienne, ou de Suse (Suze), ou de Turin, parfois de Savoie, est née très probablement le 21 septembre 1051, à Suse (d'où son nom) ou à Turin. Elle est la fille du comte en Maurienne et marquis de Suse et d'Italie Othon Ier, issu de la dynastie des Humbertiens, et d'Adélaïde de Suse,.
Elle est ainsi la sœur de Pierre, l'aîné, hérite des « terres italiennes et le titre marquisal », issu des Arduinides, et d'Amédée, des terres humbertiennes du royaume de Bourgogne et du titre de comte, auxquels s'ajoute Othon, évêque d’Asti et Adélaïde qui épouse en 1067 Rodolphe de Rheinfelden, duc de Souabe.

### Mariage avec Henri de Franconie

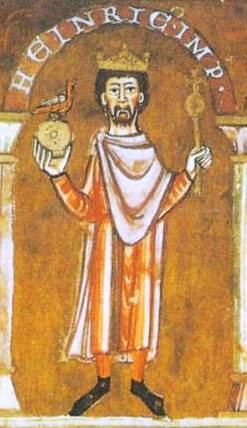
L'empereur Henri IV (miniature du XIe siècle).

Berthe épouse le 13 juillet 1066 Henri de Franconie (1056-1106) qui deviendra empereur du Saint-Empire romain germanique. Trois ans plus tard, Henri engage une procédure de divorce, assurant que le mariage n'a pas été consommé ; mais le légat du pape Pierre Damien l'accuse de grave immoralité et refuse le divorce.
Ils ont par la suite cinq enfants :
- Adélaïde (1070 - 1079) ;
- Henri (né et mort en 1071) ;
- Agnès de Franconie (1074-1143) qui épousa Frédéric Ier duc de Souabe et -  après sa mort - Léopold III d'Autriche ;
- Conrad de Germanie (1074-1101) : duc de Basse-Lotharingie, duc de Lothier, marquis de Turin (1076-1087), roi des Romains (1087-1098), roi d'Italie (1093 à 1098) ;
- Henri qui succéda à son père sous le nom d'Henri V (1086-1125).

### Querelle des Investitures
Élu empereur en 1084, Henri IV s’oppose au pape Grégoire VII qui l’excommunie et favorise son beau-frère Rodolphe de Rheinfelden. Afin d'éviter une alliance entre le pape et les princes, Henri IV se rend avec Berthe et leur fils Conrad à Canossa. Sa mère Adélaïde de Suse et son frère, le comte Amédée II servirent de médiateurs entre les deux puissances. Leur aide permis l'obtention de nombreuses récompenses dont le Bugey et la reconnaissance des droits et de l’inféodation du marquisat d'Ivrée à Adélaïde de Suse,. La rencontre, qui porte le nom de « pénitence de Canossa », a lieu en janvier 1077.
Berthe meurt le 27 décembre 1087, probablement à Mayence,. Henri IV épouse deux ans plus tard Adélaïde de Kiev (1071-1109), fille du grand-duc de Kiev Vsevolod Ier.